# 姜妙香
姜妙香（1890年—1972年），原名姜汶，字慧波，男，原籍直隶献县（一作河间），生于北京，中国京剧表演艺术家。